# Nuvole & cupole
Nuvole & cupole è un singolo del rapper italiano Enigma, pubblicato il 30 gennaio 2018 come quinto dal quarto album in studio Shardana.

## Tracce
1. Nuvole & cupole – 2:51